# Nationalversammlung (Burundi)
Die Nationalversammlung von Burundi (französisch Assemblée Nationale du Burundi, Kirundi: Inama Nshingamateka) ist das Unterhaus des Parlamentes von Burundi. Es handelt sich um ein Zweikammersystem mit dem Senat als Oberhaus. In die Nationalversammlung werden die Abgeordneten für jeweils fünf Jahre gewählt. Es befindet sich in der ehemaligen Hauptstadt Bujumbura.

## Wahlen 2015
Die zuvor liegende Wahl fand am 23. Juli 2010 statt, die von 2015 am 29. Juni. Die Regierungspartei des Präsidenten erlangte wie erwartet eine Mehrheit mit 77 von 100 Sitzen. Die Oppositionsparteien hatten zu einem Wahlboykott aufgerufen, da sie von Wahlmanipulation seitens der Regierung ausgehen. Trotzdem erlangten sie 23 Sitze, wovon 21 auf die neu gegründete Partei Abigenga-Amizero y’Abarundi (auch Indépendants de l’espoir) und zwei auf die Union pour le Progrès national entfielen. Die Wahlbeteiligung lag mit 74 % vergleichsweise hoch, jedoch waren rund 20 % der abgegebenen Stimmen ungültig.
| Ergebnisse der Parlamentswahl im Jahr 2015 |           |       |       |     |
| Partei                                     | Stimmen   | %     | Sitze | ±   |
| CNDD–FDD                                   | 1.721.629 | 60,28 | 77    | −4  |
| Abigenga-Amizero y’Abarundi                | 318.717   | 11,16 | 21    | Neu |
| Union pour le Progrès national             | 71.189    | 2,49  | 2     | −15 |
| Sahwanya Frodebu Iragi rya Ndadaye         | 55.000    | 1,93  | 0     | −5  |
| Sonstige                                   | 133.928   | 4,67  | 0     | -   |
| Ungültig                                   | 555.649   | 19,45 | –     | –   |
| Zusatzmandate                              | –         | –     | 18    | –   |
| Reservierte Sitze für Twas                 | –         | –     | 3     | 0   |
| Total                                      | 2.856.112 | 100   | 121   | +15 |
| Wahlberechtigte Bevölkerung                | 3.843.024 | 74,32 | –     | –   |
| Quelle: CENI                               |           |       |       |     |

## Wahlsystem
Die 123 Mitglieder der Nationalversammlung (Legislaturperiode 2020–2025) setzen sich aus 46 Frauen und 77 Männern zusammen (Sachstand lt. Einzelnachweis: 11. Januar 2022). Wahlberechtigte zur Nationalversammlung müssen:
- das 18. Lebensjahr erreicht haben,
- im Besitz der burundischen Staatsbürgerschaft sein,
- ihren Wohnsitz in Burundi für eine festgelegte Zeit haben.

Im Ausland lebende Staatsbürger können in Botschaften oder Konsulaten des Landes wählen.